# Sand- und lehmgeprägter Tieflandfluss

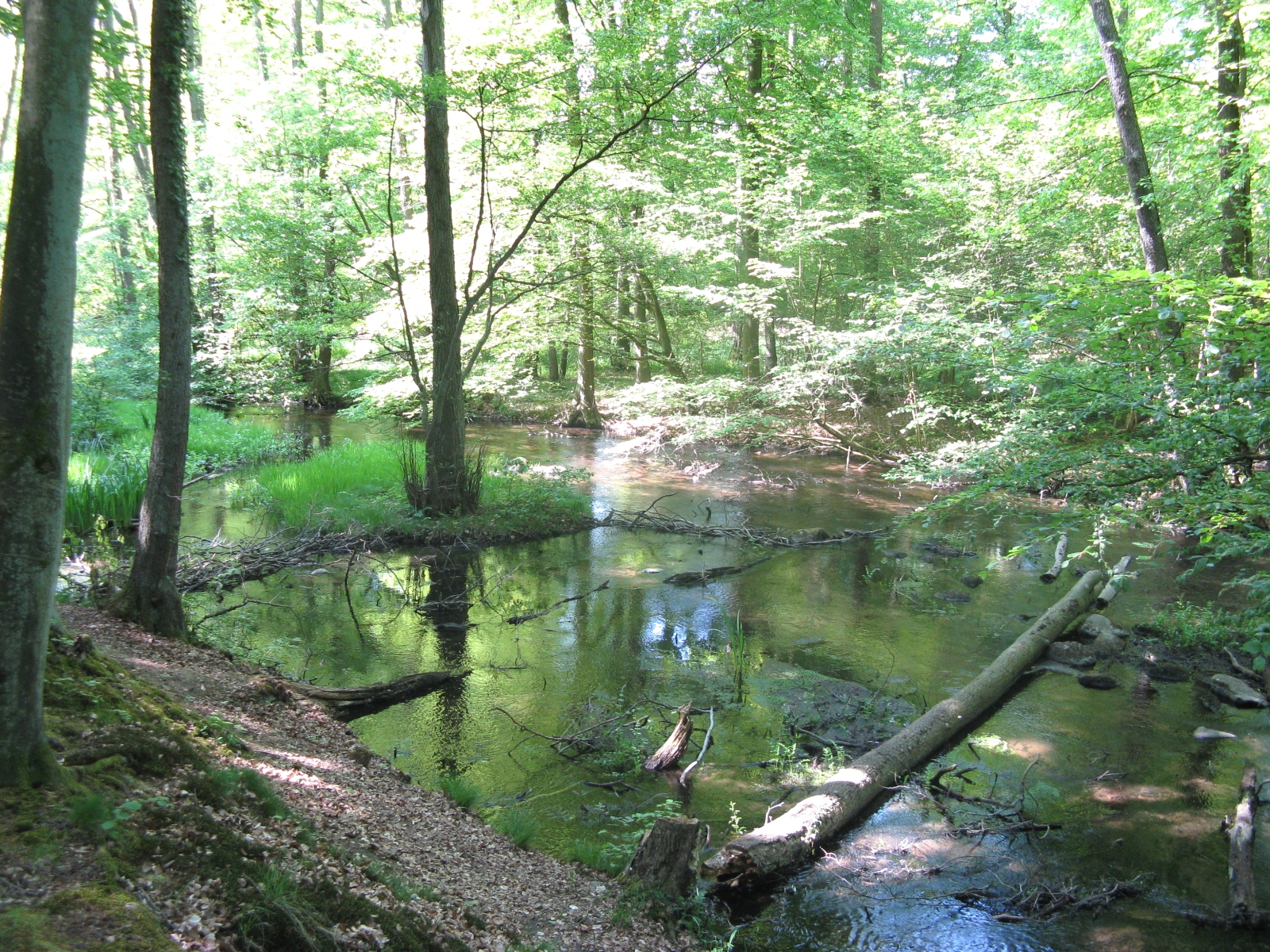
Die Schaale als sand- und lehmgeprägter Tieflandfluss bei Kogel

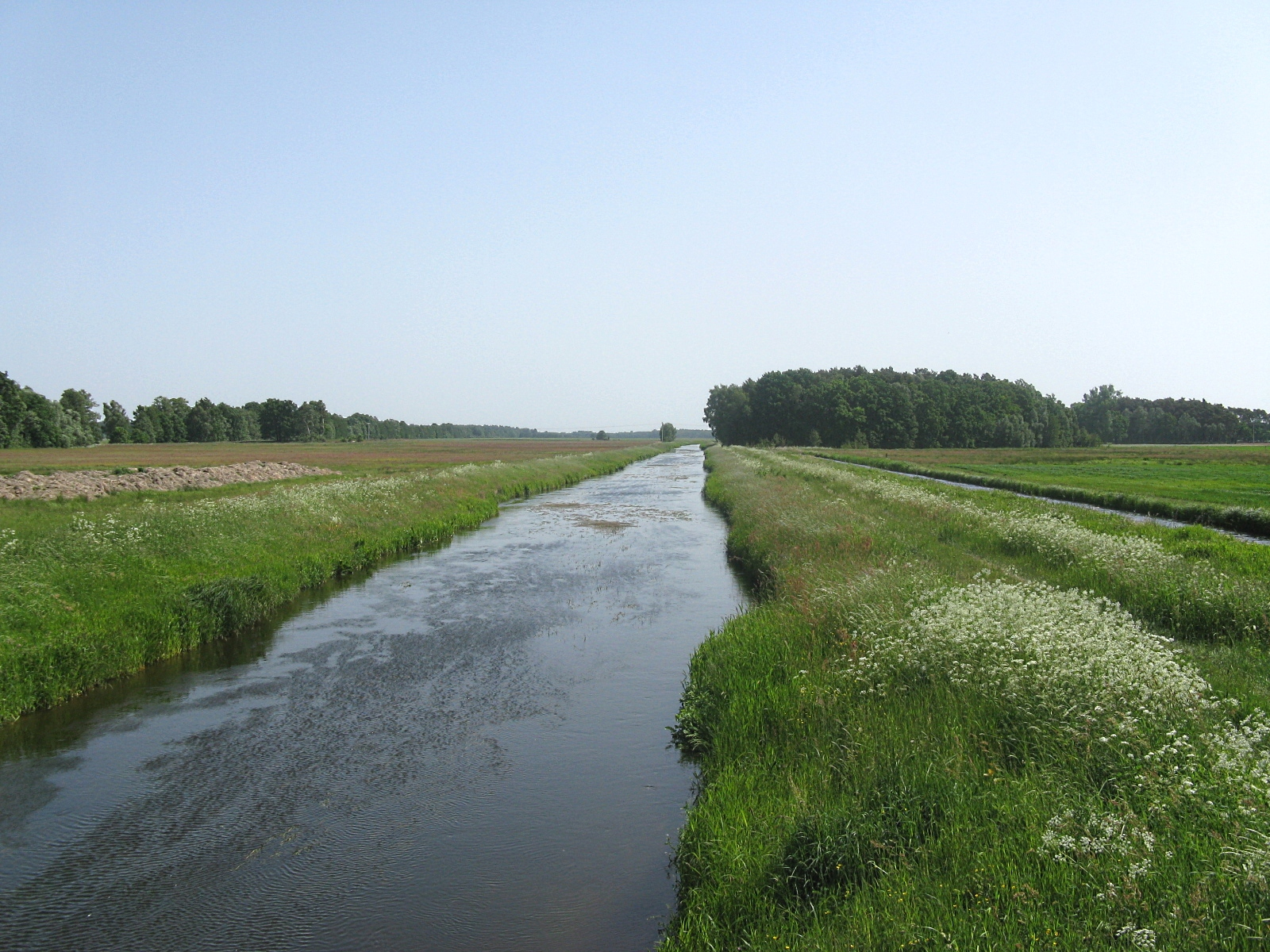
Die Rögnitz als stark regulierter sand- und lehmgeprägter Fluss

Der sand- und lehmgeprägte Tieflandfluss (Typ 15) gehört zu den Fließgewässertypen, welche durch die Bund/Länder-Arbeitsgemeinschaft Wasser (LAWA) festgelegt wurden. Er wurde als Gewässertyp des Jahres 2012 ausgewählt.

## Gewässerstruktur
Sand- und lehmgeprägte Tieflandflüsse fließen in einem Mulden- oder einem breiten Sohlental. Ihr Lauf ist meist gewunden bis mäandrierend, Prall- und Gleithänge sind trotz vorherrschend ruhiger Strömung oft gut ausgebildet. Die Sohle besteht neben dem vorherrschenden Sand bzw. Lehm häufig auch aus relativ großen Teilen Kies, Totholz und Falllaub. Sandgeprägte Gewässer besitzen ein eher flaches, lehmgeprägte Gewässer ein mehr kastenförmiges Querprofil. Altwässer und Nebengerinne sind meist nur in sandgeprägten Flüssen vorhanden.
Das Einzugsgebiet der Gewässer ist größer als 100 km².

## Flora und Fauna
Die Wirbellosen sind in diesem Gewässertyp mit relativ vielen Arten vertreten. Beispiele sind die Malermuschel, die Stumpfe Sumpfdeckelschnecke, verschiedene Eintags- und Köcherfliegenlarven sowie Libellen, wie die Gemeine Keiljungfer. Die Fische werden in den sandgeprägten Gewässern unter anderem durch Hasel und Döbel vertreten, in den lehmgeprägten Flüssen kommen nur wenige Fischarten vor.
Das Vorkommen verschiedener Pflanzenarten aus der Gesellschaft des Einfachen Igelkolbens zusammen mit verschiedenen Laichkrautgewächsen ist für die sandgeprägten Tieflandflüsse kennzeichnend. In Flüssen mit größerem Lehmvorkommen sind auch verschiedene Arten von Wassersternen zu finden. Innerhalb der Jungmoränen unterscheiden sich die Wasserpflanzen kleinräumig stark.

## Beispiele
- Lippe
- Schaale
- Rhin